# Sophta olivata
Sophta olivata là một loài bướm đêm trong họ Noctuidae.